# 安納波利斯會議 (1786年)
安納波利斯會議（英語：Annapolis Convention）是1786年在馬里蘭州安納波利斯舉行的一項會議，由當時美國五州（紐澤西州、紐約州、賓夕法尼亚州、德拉瓦州、維吉尼亞州）的12位代表參與，並以全數贊同達成召開制憲會議的決議。這項會議的正式全名是修補聯邦政府缺陷的委員會議（Meeting of Commissioners to Remedy Defects of the Federal Government）。長期對邦聯條例感到不滿的紐約代表亞歷山大·漢密爾頓在會議中，擔任了重要的領導者角色。他起草了舉行制憲會議的會議結論，向他長期期望建立一個具有強而有力並財政獨立的聯邦政府方向邁進一大步。
代表們期望修補的缺陷主要是在邦聯條例下，形同獨立的各州各自的保護主義，嚴重拘限了州之間的商務和貿易活動。
會議於1786年9月11日至14日之間舉行。因為出席的委員所代表的州數不足，代表們認為這會議沒有合法基礎做出任何重大決議。新罕布夏州、麻薩諸塞州、羅德島州、北卡羅來納州指派了代表與會，但無法及時到達。康乃狄克州、馬里蘭州、南卡羅來納州、喬治亞州則沒有派出代表。
閉會後，代表們向國會和各州提出一項報告。這項報告主要是尋求支持，以在隔年五月於費城舉行一個更廣泛參與的會議。它期望更多州能派與代表參加隔年的會議，州代表們也能被授予更廣泛的權利，以在會議上在商業貿易外的議題，進行更廣泛的討論。
雖然安納波利斯會議對後來制憲的影響力和重要性仍不清楚，但當時各地發生的叛亂凸顯了憲法改革的急迫性。大部分叛亂很快的被敉平，但謝司叛亂由1786年8月一直延續到了1787年2月。這個叛亂除了表現出人民的不滿，也顯現出聯邦政府的弱勢和無力。
安納波利斯會議的直接成果是確定隔年的1787年費城會議得到舉行，而美國憲法草案就是費城會議的成果。

## 代表
各州与会代表如下：
| 参加州       | 与会者                                      |
| ------------ | ------------------------------------------- |
| 纽约州       | 艾格伯特·班森、亚历山大·汉密尔顿            |
| 新泽西州     | 亚伯拉罕·克拉克、威廉·休士頓、詹姆斯·斯勒曼 |
| 宾夕法尼亚州 | 坦奇·考克斯                                 |
| 特拉华州     | 喬治·瑞德、約翰·迪克森、理查·巴賽特         |
| 弗吉尼亚州   | 艾德蒙·藍道夫、詹姆斯·麦迪逊、聖喬治·塔克   |

## 外部連結
- Text of the report at Yale Law School web site （页面存档备份，存于）